# Akin Lewis
Akin Lewis es un actor, director y productor de cine nigeriano.

## Biografía
Lewis nació en Ibadán, estado de Oyo, Nigeria y creció en Zaria estado de Kaduna. Comenzó su carrera como actor en 1973, el mismo año en que se unió a un grupo de teatro dirigido por el profesor Bode Sowande, un escritor y dramaturgo nigeriano. Obtuvo fama cuando interpretó el papel principal en Why Worry, una comedia de 1980 en NTA Ibadán. Ganó el premio al mejor actor en 1982. Protagonizó Madam Dehest, una película nigeriana de 2005 producida y dirigida por Tade Ogidan. A lo largo de los años, ha producido y dirigido varias películas. Apareció en Tinsel, una telenovela nigeriana que comenzó a transmitirse en agosto de 2008 y Heroes and Zeroes, una película de 2010 escrita y dirigida por Niji Akanni. En octubre de 2010, ganó los Premios Audiovisuales (TAVA) al mejor actor. Celebró sus 40 años en el escenario en diciembre de 2013.

## Filmografía seleccionada
- The New Patriots (2020)
- Tinsel (2008)
- Heroes and Zeroes (2010)
- Silver Lining (2012)